# Nicolò Lipari
Nicolò Lipari (Trapani, 12 aprile 1934 – Roma, 31 luglio 2024) è stato un politico e giurista italiano, senatore della Repubblica nella IX e X legislatura.

## Biografia

### Attività scientifica e accademica
Nicolò Lipari, emerito di istituzioni di diritto privato presso la facoltà di giurisprudenza dell'Università di Roma La Sapienza, fu uno dei maggiori civilisti italiani. Residente all'epoca a Venezia, iniziò gli studi di giurisprudenza a Padova, avendo come maestri Luigi Carraro e Giorgio Oppo, e si laureò all'Università La Sapienza di Roma dove fu allievo di Rosario Nicolò e di Francesco Santoro Passarelli. Ambedue lo vollero in seguito come loro assistente alle rispettive cattedre di istituzioni di diritto privato e di diritto civile. Nel 1963 vinse il concorso alla libera docenza in diritto civile e nel 1966 quello alla cattedra della stessa materia bandito dalla facoltà di giuriprudenza dell'Università di Bari, dove poi insegnò, oltre che istituzioni di diritto privato, anche sociologia del diritto. 
In quella facoltà costituì una scuola di diritto civile che contribuì a rompere le sedimentazioni del dogmatismo e del positivismo valorizzando il rapporto del diritto con le altre scienze sociali. A cavallo degli anni Settanta pubblicò, in collaborazione con i suoi allievi e assistenti baresi, un'introduzione al diritto privato (Diritto privato: una ricerca per l'insegnamento, 1ª ed. 1972, 2ª ed. 1974, poi tradotto nel 1980 anche in lingua spagnola), nella quale, per la prima volta, si tentò una rilettura dell'intero impianto del codice civile alla luce dell'art. 3, primo comma, della Costituzione, evidenziando la necessità di qualificare ciascun istituto non in funzione della rigidità di una fattispecie, ma in relazione alla peculiarità delle singole posizioni soggettive implicate. La sua scuola fu infatti la prima ad avviare, in maniera sistematica, il processo di costituzionalizzazione del diritto civile. Al contempo le sue monografie sul negozio fiduciario e sul testamento concorsero a innovare la tradizionale teoria del negozio giuridico non più inteso nel segno di una precettività formale. 
Chiamato nel 1973 alla cattedra di istituzioni di diritto privato della facoltà di giurisprudenza dell'Università La Sapienza di Roma, avviò per primo, insieme a un gruppo di allievi e assistenti, sia di derivazione romana che barese, un tentativo di ripensamento delle tradizionali categorie del diritto civile alla luce dell'ordinamento comunitario, introducendo la formula, successivamente divenuta di stile, del “diritto privato europeo”, ricerca poi culminata nella pubblicazione del “Trattato di diritto privato europeo” (Padova, 1ª ed. in 2 volumi nel 1997; 2ª ed. in 3 volumi nel 2003). Al contempo pubblicò una serie di studi in tema di famiglia, di volontariato, di contratto, tentando, in ciascuna di queste tematiche, di cogliere il sostrato di fenomeni sociali correntemente intesi solo come riflesso di strutture di potere. Dedicò inoltre alcuni scritti anche al rapporto tra diritto ed economia cogliendone le reciproche interrelazioni.
I suoi interessi si indirizzarono dunque prevalentemente verso la teoria generale del diritto, in particolare approfondendo la funzione del giudice nella nuova realtà di un diritto civile non discendente più esclusivamente da fonti dettate, ma ricercato dal basso di un'esperienza vissuta in chiave di valori, potendo in tal modo riagganciare il diritto civile alla storia, costruito non più secondo l'ottica dello jus positum, ma nella prospettiva di un'esperienza costantemente in fieri. A questi temi dedicò prima il volume (Roma, 2ª ed., 2005) “Diritto e valori sociali. Legalità condivisa e dignità della persona”, poi una serie di scritti collocabili nella continuità di uno svolgimento unitario: “Le fonti del diritto” (Milano, 2008); “Le categorie del diritto civile” (Milano, 2013); “Il diritto civile tra legge e giudizio” (Milano, 2017), "Diritto civile e ragione" (Milano, 2019); "Elogio della giustizia" (Bologna), 2021).
Nel complesso di questi lavori Lipari svincolò definitivamente il diritto civile dai suoi paradigmi codicistici, ripensandolo nel superamento delle sue tradizionali categorie ordinanti e offrendo il supporto teorico divenuto noto come giurisdizionalizzazione del diritto. In tale contesto Lipari ripensò quindi il ruolo dell'interprete quale garante della coerenza tra forme giuridiche e magma socio-economico, nel quadro di una pluralità di fonti non più riconducibili a una rigorosa gerarchia. Reagendo alle tentazioni di un crescente nichilismo, approfondì poi il passaggio da un sapere teoretico, volto a stabilire improbabili corrispondenze tra parole e cose, a un sapere pratico, impegnato continuativamente a plasmare le sostanze normative in modo da renderle conformi al patrimonio positivizzato di valori. Su queste basi venne fondato il diritto civile della stagione del postmoderno, una stagione emblematicamente evidenziata da Lipari nel passaggio dalla logica delle fonti a quella dei principi (“Il diritto civile dalle fonti ai principi”, 2018).
In tal modo Lipari poté garantire all'intuizione avanzata nella lontana prolusione del 1968 (“Il diritto civile tra sociologia e dogmatica”) l'apertura a sempre nuovi esiti applicativi, raccordando il procedimento interpretativo al più complessivo contesto di una realtà sociale valutata nella complessità delle sue componenti (istituzionali, assiologiche, comportamentali) e assunto secondo parametri di segno non formalistico ma sociologico. La novità di un simile impianto metodologico emerse anche nel “Trattato di diritto civile” (in dieci volumi), in collaborazione con Pietro Rescigno e uscito nel 2009. 
Fu inoltre condirettore di varie riviste: “Rivista trimestrale di diritto e procedura civile”, “Rivista del diritto commerciale”, “Le nuove leggi civili commentate”, “Trusts e attività fiduciarie”.
Nel 2004 fu collocato fuori ruolo e nominato dal consiglio di facoltà professore emerito. I civilisti italiani gli dedicarono due volumi di studi in onore (Milano, 2008). Avvocato con oltre cinquant'anni di esercizio della professione, continuò fino alla fine a svolgere un'intensa attività para-accademica, ad esempio partecipando a seminari e corsi destinati alla preparazione al concorso per magistrato e all'esame per avvocato, nel tentativo di superare i paradigmi del vecchio sistema universitario nell'ottica del c.d. “diritto vivente”.

### Attività politica
Fin dall'inizio della sua attività accademica Nicolò Lipari si batté per cogliere i presupposti sociopolitici del sistema giuridico segnalando i necessari connotati di politica del diritto della scienza giuridica. Nel 1970, su indicazione di Francesco Santoro Passarelli, redasse il disegno di legge di riforma delle norme del codice civile in materia di diritto di famiglia presentato al Senato a nome della Democrazia Cristiana da Franca Falcucci e altri, testo che poi divenne uno dei punti di riferimento per la riforma attuata del 1975. Diede supporto teorico a gran parte delle iniziative del mondo del volontariato e concorse con Luciano Tavazza alla creazione della Fondazione per il volontariato. 
Nella seconda metà degli anni Sessanta, con Stefano Rodotà e Pietro Barcellona, diede vita ad una serie di convegni che concorsero a determinare la base teorica di “Magistratura democratica”. Collaborò con i “cattolici per il no” all'esito vittorioso del referendum sul divorzio. Con un piccolo gruppo di intellettuali cattolici (Pietro Scoppola, Roberto Ruffilli, Achille Ardigò, Ermanno Gorrieri) diede vita, nel 1975, alla “Lega democratica”, un'organizzazione politica che, per un decennio, agì quale gruppo di pressione a sinistra della Democrazia cristiana nel tentativo di realizzare un rinnovamento della politica italiana rompendo le sedimentazioni del sistema dei partiti. Nel 1976 fu designato dal segretario della Democrazia Cristiana  Benigno Zaccagnini a far parte del consiglio di amministrazione della Rai dove, qualche tempo dopo, insieme a Roberto Zaccaria, condusse la battaglia contro gli iscritti alla P2 presenti nelle strutture dell'azienda. Concorse con Pietro Scoppola al processo di rinnovamento della Democrazia Cristiana presiedendo, in rappresentanza degli “esterni”, l'assemblea degli esterni organizzata da quel partito del 1981 e intesa a rompere antiche strutture di potere per raccordare il sistema istituzionale alla società civile. 
Nel 1983 fu eletto al Senato per la IX legislatura come indipendente nelle liste della Democrazia cristiana e rieletto anche nella successiva legislatura. Vicepresidente della Commissione giustizia, contribuì, anche come relatore di maggioranza, alla riforma della legge sul divorzio, della legge-quadro sul volontariato, del codice di procedura civile, della legge sulla responsabilità civile dei magistrati. Condusse una battaglia contro la legge Mammì sulla riforma del sistema televisivo in dissenso dal proprio gruppo. Fece parte della Commissione Bozzi, primo tentativo di riforma del sistema costituzionale, della Commissione di vigilanza sulla Rai, della Commissione Stragi (all'interno della quale combatté tenacemente contro i tentativi di insabbiamento della vicenda legata al disastro di Ustica). Lasciato il Senato nel 1992, affiancò Mario Segni in una serie di iniziative politiche della società civile volte a realizzare il passaggio dalla Repubblica dei partiti alla Repubblica dei cittadini.

### Cronaca
Lipari e la figlia Maria Chiara furono testimoni nel processo relativo all'omicidio di Marta Russo.

## Opere

### Scritti tecnico-giuridici
- Note in tema di compravendita di cosa futura, in Rivista trimestrale di diritto e procedura civile, 1960, pp. 827-857.
- Mandato "in rem propriam" e fallimento del mandante, in Rivista del diritto commerciale, 1963, II, pp. 95-109.
- Riconoscibilità e scusabilità dell'errore (in Cassazione), in Rivista del diritto commerciale, 1963, II, pp. 468-474.
- Il negozio fiduciario, Milano, Giuffré, 1964 (ristampa inalterata 1971), pp. IV-465.
- Intervento, in La riforma del diritto di famiglia. Atti del Convegno di Venezia svolto nei giorni 30 aprile - 1 maggio 1967, Padova, Cedam, 1967, pp. 101-107.
- "Progressismo" costituzionale e tutela possessoria, in Giurisprudenza costituzionale, 1968, pp. 2559-2564.
- Il diritto civile tra sociologia e dogmatica. Riflessioni sul metodo, in Rivista di diritto civile, 1968, pp. 297-338, nonché in Rassegna pugliese, 1969, n. 4 e 5, pp. 1-22 ed in Studi in onore di Francesco Santoro Passarelli, Napoli, Jovene, 1972, III, pp. 99-158. Il lavoro è anche autonomamente pubblicato presso l'Adriatica editrice, Bari, 1972, pp. 98.
- Rapporti di cortesia, rapporti di fatto, rapporti di fiducia. Spunti per una teoria del rapporto giuridico, in Rivista trimestrale di diritto e procedura civile, 1968, pp. 415-441, nonché in Studi in onore di Gioacchino Scaduto, Padova, Cedam, 1967, II, pp. 37-74.
- Diritto dei privati e "diritti dell'uomo", in Annuario di diritto internazionale 1967-68, Roma, Domenici De Luca ed., 1969, pp. 403-406.
- Il problema di una riforma delle nullità matrimoniali, in Giurisprudenza italiana, 1969, IV, cc. 49-58.
- Condizioni generali di contratto e principio di effettività, in Condizioni generali di contratto e tutela del contraente debole. Atti della tavola rotonda di Catania del 17-18 maggio 1969, Milano, Giuffré, 1970, pp. 37-45, 223-226.
- Intervento, in La formazione extralegislativa del diritto nell'esperienza italiana. Atti delle giornate di studio di Ancona 2-3 maggio 1968, in Quaderni del Foro italiano, serie II, gennaio 1970, cc. 36-40.
- Autonomia privata e testamento, Milano, Giuffré, 1970, pp. IV-414.
- Il problema degli strumenti di programmazione economica incidenti sull'autonomia dei privati (Schema di riflessione), in Aspetti privatistici della programmazione economica.Atti della tavola rotonda di Macerata del 22-24 maggio 1970, Milano Giuffré, 1971, I, pp. 153-169; II, pp. 21-25, 71-78, 111-113.
- L'interpretazione giuridica, in Il diritto privato nella società moderna (Saggi a cura di S. Rodotà), Bologna, Soc. ed. Il Mulino, 1971, pp. 117-126, nonché in Le Corti di Bari, Lecce e Potenza, 1970, n. 4.
- Interventi, in Studi Sassaresi, II, Famiglia e società sarda, Milano, Giuffrè, 1971, pp. 57-67, 124-129, 401-407.
- Per una revisione dei valori tradizionali. La parità fra i coniugi. La separazione incolpevole, in La riforma del diritto di famiglia. Atti del II Convegno di Venezia svoltosi nei giorni 11-12 marzo 1972, Padova, Cedam, 1972, pp. 225-231.
- Nota sulla riforma del diritto di famiglia, in Politica del diritto, 1972, pp. 785-788.
- La comunione tacita familiare (Spunti di riflessione), in Rivista di diritto agrario, 1972, I, pp. 1053-1064.
- Scelte politiche e determinazione storica dei valori realizzabili, in L'uso alternativo del diritto (a cura di P. Barcellona), II, Ortodossia giuridica e pratica politica, Bari, Laterza, 1973, pp. 37-44.
- Sul significato di "uso alternativo" del diritto, in Studi in onore di Giuseppe Chiarelli, Milano, Giuffrè, 1974, IV, pp. 3641-3649.
- Sviluppo della persona e disciplina condominiale. Proposte per una riforma della legislazione sul condominio, in Rivista giuridica dell'edilizia, 1974, II, pp. 3-25.
- Note in tema di affidamento di minore italiano a tutore inglese, in Giurisprudenza di merito, 1974, I, pp. 314-319.
- Sociologia del diritto o diritto della sociologia? in Sociologia del diritto, 1974, I, pp. 30-36.
- Introduzione a Giustizia e informazione, Bari, Laterza, 1975, pp. VII-XIX.
- Intervento, in L'equità, Centro Studi giuridici "Michele De Pietro" di Lecce, Milano, Giuffrè, 1975, pp. 170-175.
- Pluralità di donazioni e donazione con oggetto plurimo, in Giustizia civile, 1975, I, pp. 1022-1027.
- Diritto e promozione umana, in Studium, 1976, pp. 499-916.
- Legge matrimoniale e patto concordatario, in Studi in onore di Pietro Agostino D'Avack, Milano, Giuffré, 1976, II, pp. 899-916.
- In tema di validità della clausola compromissoria inserita nei contratti di assegnazione di terre, in Rivista di diritto agrario, 1976, pp. 542-548.
- Interventi, in Un nuovo giudice per la famiglia, Atti del convegno nazionale di studi di Lucca, 24-26 ottobre 1975, Lucca, Maria Pacini Fazzi ed., 1977, pp. 53-55, 129-131.
- La categoria giuridica della "famiglia di fatto" e il problema dei rapporti personali al suo interno, in Atti del convegno nazionale "La famiglia di fatto", Pontremoli 27-30 maggio 1976, Montereggio, Tarantola ed., 1977, pp. 53-69.
- Commento agli articoli 84-101 e 124 cod. civ., in Commentario alla riforma del diritto di famiglia diretto da Carraro-Oppo-Trabucchi, Padova, Cedam, 1977, I, pp. 85-105, 215.
- Libertà di informare o diritto ad essere informati, in Il diritto delle radiodiffusioni e delle telecomunicazioni, 1978, pp. 1-11.
- Relazione di sintesi, in La responsabilità dell'impresa per i danni all'ambiente e ai consumatori, Milano, Giuffrè, 1978, pp. 125-131.
- Intervento al XXVIII Convegno nazionale di studio dell'Unione giuristi cattolici italiani, in Justitia, 1978, pp. 146-154.
- Intervento, in Diritto e politica, n. 1 dei Quaderni dell'Istituto Gramsci dell'Emilia-Romagna, Bologna, 1979, pp. 26-32.
-  Prospettive e proposte per un ruolo della famiglia nella società civile, in La famiglia crocevia della tensione tra "pubblico e privato", Milano, Vita e pensiero, 1979, pp. 289-311.
- Il volontariato e la normativa regionale e nazionale, in Animazione sociale, n. 35, luglio-settembre 1980 (Atti del primo convegno nazionale su Volontariato e poteri pubblici svoltosi a Viareggio il 28-29 febbraio e 1º marzo 1980), pp. 63-79, nonché in Aggiornamenti sociali, 1980, pp. 419-434.
- Gli aspetti giuridici del volontariato per i minori, in Il volontariato per i minori, Bologna, Edizioni dehoniane, 1980, pp. 44-67.
- Configurazione giuridica del volontariato e suoi rapporti con l'ente pubblico, in Volontariato e servizi sociali, fascicolo a cura della Regione Lombardia, 1981, pp. 19-25.
- Intervento, ne Il riserbo e la notizia, Atti del convegno di studio svoltosi a Macerata il 5-6 marzo 1982, Napoli, Edizioni scientifiche italiane, 1983, pp. 245-248.
- Il volontariato: una nuova dimensione culturale e giuridica del Welfare State, in Rivista di diritto civile, 1982, II, pp. 820-829, nonché in Appunti di cultura e di politica, 1982, n. 12, pp. 18-25, ed in Le politiche sociali fra stato, mercato e solidarietà (a cura di G. Sarpellon), Milano, Franco Angeli, 1986, pp. 293-307.
- Indegnità a succedere e aborto, in Diritto di famiglia. Raccolta di scritti di colleghi della Facoltà giuridica di Roma e di allievi in onore di Rosario Nicolò, Milano, Giuffrè, 1982, pp. 593-609.
- Gli orientamenti emergenti dall'elaborazione legislativa regionale sul volontariato, in Verso uno statuto del volontariato, Bologna, Edizioni dehoniane, 1982, I, pp. 84-112; II, pp. 16-44.
- Terrorismo e valori nella cultura giuridica, in Democrazia e diritto, 1983, pp. 84-96, nonché, con il titolo Terrorismo e diritto, in Quaderni della Cooperativa culturale Michele Capra, n. 8, Brescia, marzo 1983, ed in Università, cultura, terrorismo, Milano, Franco Angeli, 1984, pp. 262-276.
- Il ruolo dell'avvocato nella crisi del rapporto legge-contratto, in Temi romana, 1984, I, pp. 717-729, nonché in Giurisprudenza italiana, 1985, IV, cc. 55-63.
- La problematica del volontariato nell'azione di governo, nell'attività del parlamento, nel dibattito delle forze sociali, in Volontariato ed enti locali, Bologna, Edizioni dehoniane, 1985, pp. 213-234, nonché in Animazione sociale, 1984, n. 57, pp. 15-27.
- Potere, poteri emergenti e loro vicissitudini nell'esperienza giuridica italiana, in Sociologia del diritto, 1985, n. 2, pp. 7-19, nonché, sotto il titolo Il potere emergente tra Weber e Luhmann, in Potere, poteri emergenti e loro vicissitudini, Atti del convegno nazionale del 20-22 marzo 1985, Padova, Cedam, 1986, pp. 461-474.
- Riforma del codice di procedura civile. Relazione alla Commissione Giustizia del Senato concernente la delega legislativa al Governo, in Giustizia civile, 1985, II, pp. 531-570.
- Sistematica giuridica e nuovo contrattualismo, in Rivista di diritto civile, 1986, I, pp. 225-241, nonché in La sistematica giuridica. Storia, teoria e problemi attuali, Roma, Istituto della Enciclopedia italiana, 1991, pp. 151-164.
- La maternità e la sua tutela nell'ordinamento giuridico italiano: bilanci e prospettive, in Rassegna di diritto civile, 1986, pp. 567-580, nonché in "La famiglia e i suoi diritti nella comunità civile e religiosa", Utrumque Jus, 1987 (16), pp. 483-494.
- La funzione dell'avvocato di fronte al difficile rapporto tra norma dettata, norma applicata e norma conosciuta, in Giurisprudenza italiana, 1987, IV, cc. 20-30, nonché in Temi romana 1986, pp. 282-297.
- La formazione negoziale del diritto, in Riv. dir. civ., 1987, I, pp. 307-316; in Studi in onore di M.S. Giannini, I, Milano, Giuffré, 1987, pp. 247-261; in Nuovi moti per la formazione del diritto, Atti del convegno internazionale svoltosi a Roma il 2-3 giugno 1987, Padova, Cedam, 1988, pp. 477-489; nonché in Studi in onore di Aldo Bozzi, Padova, Cedam, 1992, pp. 303-317.
- Un diritto a misura d'uomo? (recensione a P. Barcellona, L'individualismo proprietario, Torino, Boringhieri, 1987), in Rinascita del 31 ottobre 1987, p. 16 s.
- "Juridiction" costitutionelle et juridiction civile en Italie, in Revue internationale de droit comparé, vol. 9, pp. 385-398 (Journées de la société de législation comparée, 1987), nonché in Giustizia e costituzione, settembre-dicembre 1988, pp. 27-38.
- Leasing e vendita con patto di riservato dominio alla luce dei recenti orientamenti giurisprudenziali, in Sviluppo e nuove prospettive della disciplina del leasing e del factoring in Italia (a cura di A. Munari), Milano, Giuffré, 1988, pp. 67-78.
- Spunti problematici in tema di soggettività giuridica, in Rivista trimestrale di diritto e procedura civile, 1988, pp. 641-652; nonché in Scritti in onore di Angelo Falzea, I, Milano, Giuffré, 1991, pp. 389-402.
- Legislazione vigente e indici di valore prevalente, in Diritto morale e consenso sociale (a cura di Caprioli A. e Vaccaro L.), Brescia, Morcelliana, 1989, p. 152 ss.
- Lease-back e trasferimento fiduciario a scopo di garanzia, in Rivista italiana del leasing e dell'intermediazione finanziaria, 1989, p. 491 ss.
- Il metodo della ricerca civilistica, in Rivista critica del diritto privato, 1990, nn. 1-2, p. 255 ss.
- La formación negocial del Derecho, in Italia, años 80 Derecho, politica y democrazia, Granada, 1991, Anales de la catedra Francisco Suarez, pp. 13-25.
- Già diritto, in Verso il diritto all’informazione (a cura di J. Jacobelli), Roma,-Bari, Laterza, 1991, pp. 90-94;
- voce Diritto, in Dizionario delle idee politiche, Roma, AVE, 1993, pp. 199-211.
- Per un tentativo di definizione del "diritto", in Le ragioni del diritto. Studi in onore di Luigi Mengoni, III, Milano, 1995, pp. 1987-2013; nonché in Sociologia del diritto, 1994, pp. 7-28, nonché in Studium, 2000, p. 183 ss.
- Riflessioni di un giurista sul rapporto tra mercato e solidarietà, in Rassegna di diritto civile, 1995, pp. 24-39, nonché in Iustitia, 1995, p. 1-19, ed in Studium, 1995, pp. 39-55 ed in Volontariato, Supplemento al n. 3 della Rivista del volontariato, marzo 1995, pp. 7-14.
- Il matrimonio, in Famiglia e diritto a vent'anni dalla riforma a cura di Andrea Belvedere e Carlo Granelli, Padova, Cedam, 1996, pp. 1-21.
- Commentario al diritto italiano della famiglia, artt. 84-101 e 124, vol. II, Padova, Cedam, 1996, pp. 127-181, 378-380. 
- Fiducia statica e "trust", in AA.VV. I trust in Italia oggi, Milano, Giuffré, 1996, pp. 67-80; nonché in Rassegna di diritto civile, 1996, pp. 483-496.
- Diritti fondamentali e categorie civilistiche, in Rivista del diritto civile, 1996, I, pp. 413-426; nonché in Garanzie costituzionali e diritti fondamentali, Roma, Istituto della Enciclopedia italiana, 1997, pp. 330-346; ed anche in Scritti in onore di Giuseppe Guarino, II, Padova, Cedam, 1998, pp. 665-681.
- Risvolti civilistici dell'usura, in Il fenomeno dell'usura e l'intermediazione finanziaria e bancaria, Atti del convegno di studi di diritto penale di Bari, 13 dicembre 1996, Bari, Cacucci, 1997, pp. 29-36, 147-148.
- "Spirito di liberalità", e "Spirito di solidarietà" in Rivista trimestrale di diritto e procedura civile, 1997, pp. 1-25, nonché in Studi in onore di Pietro Rescigno, II, Milano, Giuffré, 1998, pp. 417-442.
- Il mercato: attività privata e regole giuridiche, in IRTI-GAMBINO-LIPARI-ROPPO, Il diritto della transizione, s.l. (ma Milano), Kluwer Ipsoa, 1998, pp.39-64; nonché in Agricoltura e diritto. Scritti in onore di Emilio Romagnoli, Milano, Giuffrè, 2000, pp. 37-63.
- Diritto e sociologia nella crisi istituzionale del postmoderno, in Rivista critica di diritto privato, 1998, pp. 409-425, nonché in Studium, 1999, pp. 495-511 ed in Conflitti e diritti nella società transnazionale (a cura di V. Ferrari, P. Ronfani e S. Basile), Milano, Franco Angeli, 2001, pp. 667-682.
- Diritto privato e diritto privato europeo, in Rivista trimestrale di diritto e procedura civile, 2000, pp. 7-25, nonché in Iustitia, 2000, pp. 485-506 ed in Scritti in memoria di Giovanni Cattaneo, II, Milano, Giuffrè, 2002, pp. 1329-1351.
- Diritto e mercato della concorrenza, in La concorrenza fra economia e diritto, Bari, Cariplo-Laterza, 2000, pp. 27-43, nonché in Rivista del diritto commerciale, 2000, pp. 315-332, nonché in Scritti in memoria di Mario Buoncristiano, II, Napoli, Jovene, 2002, pp. 683-704.
- Un tipico apriorismo ideologico, in Diritto romano attuale, 4 dicembre 2000, p. 231 s.
- Intervento, in L'interpretazione della legge alle soglie del XXI secolo (a cura di A. Palazzo), Napoli, Esi, 2001, pp. 458-462.
- Osservazioni conclusive, in I contratti di convivenza, a cura di Moscati e Zoppini, Torino, Giappichelli, 2001, pp. 335-342.
- Relazione di sintesi, in Mercato del credito e usura, a cura di F. Macario e A. Manna, Milano, Giuffrè, 2002, p. 413 ss.
- Luigi Mengoni ovvero la dogmatica dei valori, in Rivista trimestrale di diritto e procedura civile, 2002, pp. 1063-1113.
- Il ruolo del notaio nella nuova realtà delle nullità contrattuali, in Studi in onore di Piero Schlesinger, nonché in Rivista trimestrale di diritto e procedura civile, 2002, pp. 361-379, ed in Spontaneità del mercato e regole giuridiche. Il ruolo del notaio, Atti del XXXIX congresso nazionale del notariato, Milano, 10-13 ottobre 2002, Milano, Giuffrè, 2002, pp. 225-246.
- Sull'insegnamento del diritto civile, in Rivista di diritto civile, 2002, pp. 333-345 nonché in Scienza e insegnamento del diritto civile in Italia, a cura di Vincenzo Scalisi, Milano, Giuffrè, 2000, pp. 1373-1394.
- Introduzione e Conclusioni a La riforma dei codici in Europa e il progetto di codice civile europeo. Materiali dei Seminari 2001, a cura di Guido Alpa e Emilio Nicola Buccico, Consiglio Nazionale Forense, Milano, Giuffrè, 2002, p. XIII s. 89 s.
- Globalizzazione e diritto, in Studium, 2002, pag. 811-820.
- Intervento, in Verso nuove forme di Welfare, Centro Nazionale di prevenzione e difesa sociale, Milano, Giuffrè, 2003, p. 245-247.
- Valori costituzionali e procedimento interpretativo, in Rivista trimestrale di diritto e procedura civile, 2003, p. 865 ss.; nonché in Il dialogo tra le Corti. Principi e modelli di argomentazione, a cura di Emanuela Navarretta e Andrea Pertici, Pisa, Edizioni Plus, 2004, pp. 45-57.
- Il diritto privato tra fonti statali e legislazione regionale, in Giurisprudenza italiana, 2003, pp. 620-622 nonché in L’ordinamento civile nel nuovo sistema delle fonti legislative, Quaderni della Rivista trimestrale di diritto e procedura civile, 6, Milano, Giuffrè, 2003, pp. 3-14.
- Interventi in Interpretazione della legge civile e "ragione giuridica", a cura di Ennio Russo, Padova, Cedam, 2003, pp. 9-11, 27-28, 45-46, 53-54, 61, 197-202, 203-204.
- “Concorrenza” fra ordinamenti e sistema delle fonti, in La concorrenza tra ordinamenti giuridici, a cura di Andrea Zoppini, Roma-Bari, Laterza, 2004, pp. 81-87, nonché in Diritto privato. Studi in onore di Antonio Palazzo, I, Torino, 2009, pp. 413-425.
- Diritto privato europeo e modelli professionali, in Diritto privato europeo. Fonti ed effetti, a cura di Guido Alpa e Remo Danovi, Milano, Giuffrè, 2004, pp. 23-27.
- Diritto e valori sociali. Legalità condivisa e dignità della persona, Roma, Studium, 2004, pp. 214.
- Crisi del contratto e crisi del diritto, in Il nuovo diritto dei contratti a cura di Fabrizio di Marzio, Milano, Giuffrè, 2004, pp. 513-519.
- Riflessioni sul matrimonio a trent’anni dalla riforma del diritto di famiglia, in Rivista trimestrale di diritto e procedura civile, 2005, pp. 715-728, nonché in Trent’anni dalla riforma del diritto di famiglia a cura di Gianpaolo Frezza, Milano, Giuffrè, 2005, pp. 17-29 ed in Scritti in memoria di Vittorio Sgroi, Milano, Giuffrè, 2008, pp. 381-394.
- Per un volontariato quale modello di cittadinanza, in Studium, 2004, pp. 871-881, nonché in Un modello di cittadinanza, Fondazione italiana per il volontariato, Roma, 2005, pp. 16-28 ed in Liber Amicorum per Francesco D. Busnelli, II, Milano, Giuffrè, 2008, pp. 63-73.
- Legge sulla procreazione assistita e tecnica legislativa, in Studi in onore di Vincenzo Buonocore, I, Giuffrè, Milano, 2005, pp. 519-529; nonché in Rivista trimestrale di diritto e procedura civile, 2005, pp. 517-524; nonché in Rassegna parlamentare, 2005, pp. 351-360; ed in Procreazione assistita. Problemi e prospettive, Atti del convegno di studi tenutosi a Roma il 31 gennaio 2005, Roma, Schena, 2005, pp. 201-208.
- Spunti ricostruttivi sulla consuetudine come fonte del diritto, in Studi in onore di Ugo Majello, II, Napoli, Esi, 2005, pp. 27-33.
- Sulla creatività della giurisprudenza, in Ritorno al diritto. I valori della convivenza, 2, luglio 2005, pp. 51-57.
- Riflessioni su famiglia e sistema comunitario, in Familia, 2006, pp. 1-14, nonché in Studi in onore di Cesare Massimo Bianca, II, Milano, Giuffrè, 2006, pp. 329-344 ed in Il ruolo della civilistica italiana nel processo di costruzione della nuova Europa, a cura di Vincenzo Scalisi, Milano, Giuffrè, 2007, pp. 431-446.
- Introduzione, in Il diritto europeo dei contratti d’impresa. Autonomia negoziale dei privati e regolazione del mercato, a cura di Pietro Sirena, Milano, Giuffrè, 2006, pp. 67-72.
- Per una revisione della disciplina sull’interpretazione e sull’integrazione del contratto?, in Rivista trimestrale di diritto e procedura civile, 2006, pp. 711-736, nonché in Rivista di diritto civile, 2006, Atti del convegno per il cinquantenario, pp. 215-235, ed in Studi in onore di Giorgio Cian, Padova, pp. 1293-1312.
- Intervento, in Il diritto civile oggi. Compiti scientifici e didattici del civilista, Napoli, Esi, 2006, pp. 1025-1030.
- Relazione introduttiva, in Tradizione civilistica e complessità del sistema. Valutazioni storiche e prospettive della parte generale del contratto, a cura di F. Macario e M.N. Miletti, Milano, Giuffrè, 2006, pp. 491-497.
- Voci Contratto, Diritto privato, Ordinamento giuridico, in Enciclopedia filosofica, Fondazione Centro studi filosofici di Gallarate, Bompiani, 2006 (rispettivamente, vol. III, p. 2258; vol. III, p. 2984; vol. VIII, p. 8172).
- Giurisprudenza costituzionale e fonti del diritto, in Rivista trimestrale di diritto e procedura civile, 2006, p. 1047-1054.
- Fonti del diritto e autonomia dei privati (Spunti di riflessione), in Rivista di diritto civile, 2007, pp. 727-738, nonché in Studi in onore di Modestino Acone, I, Napoli, Jovene, 2010.
- Rapporti coniugali di fatto e rapporti di convivenza (Note a margine di un iter legislativo) in Rivista trimestrale di diritto e procedura civile, 2007, pp. 1025-1035 nonché in La storia, il dialogo, il rispetto della persona. Scritti in onore del cardinale Achille Silvestrini, Roma, Studium, 2009, pp. 507-518.
- Fonti, in I rapporti civilistici nell’interpretazione della Corte costituzionale. La Corte costituzionale nella costrizione dell’ordinamento attuale, I, Principi generali, Napoli, Esi, 2007, pp. 33-39. 
- Il drafting e l’interpretazione, interventi in Il drafting legislativo, il linguaggio, le fonti, l’interpretazione. Del modo di fare le leggi e dei suoi effetti, a cura di Remigio Perchinunno, Napoli, Esi, 2007, pp. 143-150, 197-199.
- Intervento, in Discussione su fonti e fondamento del diritto, in Contro il pluralismo: fonti delle norme e rigidità della Costituzione, in Ritorno al diritto, luglio 2007, pp. 134-136.
- Parte generale del contratto e norme di settore nel quadro del procedimento interpretativo,in Il diritto europeo dei contratti fra parte generale e norme di settore, a cura di E. Navarretta, Milano, Giuffrè, 2007, pp. 7-29 ed in Rivista trimestrale di diritto e procedura civile, 2008, pp. 1-20 nonché in Scritti in onore di Marco Comporti, II, Milano, Giuffrè, 2008, pp. 1649-1670.
- Le fonti del diritto, Milano, Giuffrè, 2008, pp. XIII-232.
- L’interpretazione giuridica come fatto comunitario (Spunti di riflessione), in Per Saturam. Studi per Severino Caprioli, II, Spoleto, Fondazione Centro Italiano di studi per Aldo Medioevo, 2008, pp. 539-550,
- Spunti in tema di lacune dell’ordinamento giuridico, in Studi in onore di Davide Messinettia cura di F. Ruscello, Napoli, Esi, 2008, pp. 533-540.
- La forza del numero e la legge della ragione (riflessioni a margine di un libro di Francesco Galgano), in Contratto e impresa, 2008, pp. 1195-1200.
- Valori costituzionali e procedimento interpretativo, in Sudi in onore di Giuseppe Benedetti, II, Napoli, Esi, 2008, pp. 949-961.
- Diritto comunitario e ordinamenti nazionali: verso un diritto privato comune (In ricordo di Alberto Trabucchi), in Quaderni della Rivista di diritto civile, 14, Padova, 2008, pp. 95-109.
- La prestazione sportiva. Introduzione, in Fenomeno sportivo: ordinamento giuridico. Atti del 3º Convegno Nazionale della Società italiana degli studiosi del diritto civile, Napoli, Esi, 2009, pp. 231-233.
- Il ruolo del giudice nella crisi delle fonti del diritto, in Rivista trimestrale di diritto e procedura civile, 2009, pp. 479-496 nonché in Scritti in onore di Alessandro Pace, III, Napoli, Esi, 2012, pp. 2179-2196.
- Il problema dell’effettività del diritto comunitario, in Rivista trimestrale di diritto e procedura civile, 2009, pp. 887-903, nonché in Diritto comunitario e sistemi nazionali: pluralità delle fonti e unitarietà degli ordinamenti, Atti del 4º Convegno nazionale della Società italiana degli studiosi del diritto civile, Napoli. 2010, pp. 633-648.
- Prolegomeni ad uno studio sulle categorie del diritto civile, in Rivista di diritto civile, 2009, pp. 515-528.
- La giurisprudenza costituzionale nel sistema delle fonti del diritto civile, in Costituzione e ordinamento giuridico (Atti del Convegno per il decennale della Facoltà di giurisprudenza di Foggia 24-25 novembre 2006), a cura di Sergio Lorusso, Milano, Giuffrè, 2009, pp. 75-84
- Amicizia e diritto (per Davide Messinetti), in Rivista critica del diritto privato, 2009, pp. 355-362.
- Categorie civilistiche e diritto di fonte comunitaria, in Rivista trimestrale di diritto e procedura civile, 2010, pp. 1-19, nonché in Rimedi e tecniche di protezione del consumatore, a cura di A.M. Gambino, Torino, Giappichelli, 2011, pp. 139-156 ed in Studi in onore di Antonino Cataudella, III, Napoli, 2013, pp. 1199-1213.
- L'autorità in democrazia (profilo giuridico e politico), in Autorità. Una questione aperta a cura di Stefano Bianca e Giuseppe Tognon, Reggio Emilia, Diabasis, 2010, pp. 97-106.
- Norme di riconoscimento e teoria delle fonti in Alessandro Giuliani, in Rivista di Sociologia, 2010, pp. 45-48 nonché in Alessandro Giuliani l’esperienza giuridica fra logica ed etica, n. 95 dei Quaderni per la storia del pensiero giuridico moderno, a cura di Francesco Cerrone e Giorgio Repetto, Milano, 2012, pp. 773-780.
- Diritti fondamentali e ruolo del giudice, in Rivista di diritto civile, 2010, I, pp. 635-654.
- Responsabilità contrattuale ed extracontrattuale: il ruolo limitativo delle categorie concettuali, in I contratti, 2010, n. 7, pp. 1-4.
- Persona e mercato, in 20 anni di Antitrust. L'evoluzione dell'Autorità Garante della Concorrenza e del Mercato, a cura di Rabitti Bedogni e Barucci, I, Torino, 2010, pp. 43-52, nonché in Studi in onore di Giovanni Giacobbe, II, Milano, Giuffrè, 2010, pp. 1344-1355.
- Introduzione e Conclusione a Tavola rotonda. Produzione e interpretazione del diritto, in Rivista italiana per le scienze giuridiche – nuova serie – n. 1/2010, pp. 293-299; 370-374.
- Morte e trasfigurazione dell'analogia, in Rivista trimestrale di diritto e procedura civile, 2011, pp. 1-17, nonché in Annales de droit privé, 2010.2011, Milano, 2011, pp. 69-84, e in Liber amicorum per il prof. Henrich.
- Paolo Grossi ovvero del diritto come storia, in Rivista trimestrale di diritto e procedura civile, 2011, pp. 755-765.
- Il contratto come bene (Spunti di riflessione), in Rivista italiana per le scienze giuridiche, 2 (2011), pp. 187-194.  
- Per un ripensamento del diritto intertemporale, in Rivista trimestrale di diritto e procedura civile, 2012, pp. 369-378.
- Danno tanatologico e categorie giuridiche, in Rivista critica del diritto privato, 2012, pp. 523-532.
- Introduzione a Diritto intertemporale e rapporti civilistici, Atti del 7º Convegno nazionale della Sisdic, Capri, 12-14 aprile 2012, Napoli, 2013, pp. 119-126.
- Per un ripensamento delle fonti-fatto nel quadro del diritto europeo, in Rivista trimestrale di diritto e procedura civile, 2013, pp. 1207-1227, nonché in E. NAVARRETTA, a cura di, La metafora delle fonti e il diritto privato europeo. Giornate di studio per Umberto Breccia, Torino Giappichelli, 2015, pp. 143-162.
- Le categorie del diritto civile, Milano, Giuffrè, 2013, pp. XII-221.
- Perché in Italia non si crede più nella giustizia, in Studium, 2014, pp. 1-12, nonché in Studi in onore di Giovanni Iudica, Milano, Università Bocconi Editore, 2014, pp. 801-811.
- Ancora su persona e mercato, in Rivista trimestrale di diritto e procedura civile, 2014, pp. 7-13, nonché in Studi in onore di Mario Libertini, II, Milano, Giuffrè, 2015, pp. 929-950.
- Parole introduttive, in I patti parasociali, in Supplemento al n. 2 della Rivista trimestrale di diritto e procedura civile, 2014, pp. 1-3.
- Il diritto quale crocevia fra le culture, in Rivista trimestrale di diritto e procedura civile, 2015, pp. 1-16, nonché in Convergenza dei saperi e prospettive dell’umano, a cura di L. De Giovanni e C. Dionisi, Napoli, Esi, 23015, pp. 61-79.
- Introduzione, a Partiti politici e ordinamento giuridico. In ricordo di Francesco Galgano, Napoli, Esi, 2015, pp. IX-XIV.
- Sull'insegnamento del diritto privato, in Il Foro italiano, 2015, V, c. 215-217.
- La codificazione nella stagione della globalizzazione, in Rivista trimestrale di diritto e procedura civile, 2015, pp. 875-883.
- I civilisti e la certezza del diritto, in Ars interpretandi, 2015, n. 2, pp. 55-76, nonché in Rivista trimestrale di diritto e procedura civile, 2015, pp. 1115-1144.
- Introduzione a Crescita, benessere, rapporti civili. In Benessere e regole dei rapporti civili. Lo sviluppo oltre la crisi, Atti del 9º Convegno Nazionale della Società italiana degli Studiosi del Diritto civile, Napoli, 8-10 maggio 2014, Napoli, 2015, pp. 471-477.
- Intorno ai “principi generali del diritto”, in Rivista di diritto civile, 2016, pp. 27-39 nonché in Pensiero giuridico e riflessione sociale, in Liber amicorum Andrea Bixio, Torino, 2017, pp. 498-509.
- Il futuro del diritto, le relazioni personali e i diritti delle coppie omosessuali, in Il Foro italiano, 2016, V, c. 19-24.
- Introduzione a L’incidenza della dottrina e della giurisprudenza nel diritto dei contratti a cura di C. Perlingieri e L. Ruggieri, Napoli, Esi, 2016, pp. 11-18.
- Intorno alla “giustizia” del contratto, Napoli, Editoriale scientifica, 2016, pp. 1-73.
- Introduzione a Contratto e ambiente. L’analisi “ecologica” del diritto contrattuale, a cura di M. Pennasilico, Atti del convegno di Bari 22-23 ottobre 2015, Napoli, Esi, 2016, pp. 15-18.
- Introduzione a Arbitrato e giurisdizione, in L'autonomia negoziale nella giustizia arbitrale, Atti del 10º Convegno della Sisdic del 14-16 maggio 2015, Napoli, Esi, 2016, p. 271 s.
- Rappresentanza e fiducia, in Salvatore Pugliatti, a cura di S. Ciccarello, A. Gorassini, R. Tommasini, Napoli, Esi, 2016, pp. 479-491.
- Las categorias del derecho civil, Madrid, Editoriale Dykinson s.r.l., 2016, pp. 1-247.
- Prospettive della libertà di disposizione ereditaria, in Rivista trimestrale di diritto e procedura civile, 2016, pp. 799-810, nonché il Libertà di disporre e pianificazione ereditaria, Atti dell’11º Convegno Nazionale della Sisidc, Napoli, 5-7 maggio 2016, Napoli, Esi, 2017, pp. 7-16.
- Dottrina e giurisprudenza quali fonti integrate del diritto, in Rivista trimestrale di diritto e procedura civile, 2016, pp. 1153-1167 nonché in Complessità e integrazione delle fonti nel diritto privato in trasformazione, Atti del convegno in onore del prof. Vincenzo Scalisi, Messina – 27/28 maggio 2016, Milano, 2017, pp. 45-61.
- Ancora sull'abuso del diritto. Riflessioni sulla creatività della giurisprudenza, in Rivista trimestrale di diritto e procedura civile, 2017, p. 1-36, nonché in Questione giustizia, 2016, n. 4, pp. 33-51.
- Il diritto civile tra legge e giudizio, Milano, Giuffrè, 2017, pp. XIII-311.
- Considerazioni introduttive al Seminario su “L’involuzione del linguaggio giuridico” (Bologna, 16 dicembre 2016), in Rivista trimestrale di diritto e procedura civile, 2017, p. 393-398.
- Intorno al ragionamento per principi, in Diritto agroalimentare, 2017, pp. 181-189, nonché in Liber amicorum Pietro Rescigno in occasione del novantesimo compleanno, II, Napoli, 2018, p. 1147 ss.
- Introduzione, in Contratti di convivenza e contratto di affidamento fiduciario, Atti del convegno di Bologna, 26 ottobre 2016 e Roma, 3 marzo 2017, Fondazione italiana del volontariato, Gruppo 24 ore, Milano, 2017.
- Personalità e dignità nella giurisprudenza costituzionale, in Rivista trimestrale di diritto e procedura civile, 2017, p. 847-868, nonché in Studi in onore di Giovanni Furgiuele, a cura di G. Conte e S. Landini, I, Mantova, 2017, pp. 261-277.
- Il diritto civile dalle fonti ai principi, in Rivista trimestrale di diritto e procedura civile, 2018, pp. 5-37, nonché in Ermeneutica e positività del diritto. Studi in onore di Giuseppe Zaccaria, a cura di D. Canale, E. Pariotti e B. Pastore, Roma, Carocci, 2019.
- A partire da “L'invenzione del diritto” di Paolo Grossi, in Rivista di diritto civile, 2018, pp. 349-360.
- L’uso alternativo del diritto, oggi, in Iustitia, 2018, pp. 107-126, nonché in Rivista di diritto civile, pp. 144- 164 ed in Giustizia civile, 2018, pp. 75-97.
- I rapporti familiari tra autonomia e autorità, in Rivista trimestrale di diritto e procedura civile, 2018, pp. 927-937, nonché in Comunioni di cita e familiari tra libertà, sussidiarietà e inderogabilità, Atti del 13º Convegno nazionale della Sisdic, Napoli, 3-5 maggio 2018, Napoli, Esi, pp. 95-104.
- Ripensiamo alla struttura degli studi di giurisprudenza, in La formazione del giurista. Contributi a una riflessione, a cura di B. Pasciuta e L. Loschiavo, Roma, Trepress, 2018, pp. 157-160
- Intorno al ragionamento per principi, in La professione del giurista. Scritti in onore di Luigi Manzi, Napoli, Editoriale Scientifica, 2018, pp. 455-461 e in I rapporti civilistici nell’interpretazione della Corte costituzionale nel decennio 2006-2016, Atti del 12º Convegno Nazionale della Sisdic, Napoli, 11-13 maggio 2017, Napoli, Esi, 2018, pp. 179-199.
- Il ruolo del terzo settore nella crisi dello Stato, in Rivista trimestrale di diritto e procedura civile, 2018, pp. 637-652.
- Costituzione e diritto civile, in Rivista trimestrale di diritto e procedura civile, 2018, pp. 1255 ss.
- Per un diritto secondo ragione, in Rivista di diritto civile, 2018, pp. 1427-1444.
- Vulnerabilità esistenziale e strumenti di tutela, in Annali Sisdic, 2, 2018, pp. 1-6.
- Introduzione a Partiti politici e sistema ordinamentale, a cura di G. Carapezza Figlia, G, Frezza e Guido Rivosecchi, Napoli, Esi, 2018, pp. 13-17.
- Ragionare di diritto oggi, in Rivista trimestrale di diritto e procedura civile, 2019, pp. 489-521.
- La testimonianza dei maestri, in Diritto civile del Novecento: scuole, luoghi, giuristi, a cura di G. Alpa e F. Macario, Milano, Giuffrè Francis Lefebvre, 2019, pp. 3-8.
- Riflessione giuridica e analisi sociologica, in Pensiero giuridico e riflessione sociale. Liber amicorum Andrea Bixio, Torino, 2019, pp. 11-17.
- Diritto civile e ragione, Milano, Giuffrè Francis Lefebvre, 2019, pp. XII-252.
- I ruoli giuridici nel diritto civile del postmoderno, in Rivista trimestrale di diritto e procedura civile, 2019, pp. 1283-1290.
- A proposito di Discorsi sul diritto di Umberto Breccia, in Rivista trimestrale di diritto e procedura civile, 2019, pp. 1369-1373.
- Introduzione a L’affidamento fiduciario successorio, Atti del convegno di Firenze del 22 marzo 2019, in Percorsi giuridici tra tradizione e innovazione, n. 2/2019 della rivista on-line Biblioteca on-line della Fondazione italiana del volontariato.
- I rapporti familiari tra autonomia e autorità; in Comunioni di vita e familiari tra libertà, sussidiarietà e inderogabilità, Atti del 13º Convegno nazionale della Sisdic, Napoli, 3-5 maggio 2018, Napoli, Esi, 2019, pp. 95-104.
- Principio di eguaglianza ed esercizio della giurisdizione, in Rivista trimestrale di diritto e procedura civile, 2020, pp. 531-546, nonché in Questione giustizia, 2020, 1, pp. 15-22, nonché in Uguaglianza e giustizia. Itinerario di una ricerca dottorale, a cura di Paola Ivaldi e Lorenzo Schiano di Pepe, Genova, University Press, 2023, pp. 115-125.
- Oltre la fiducia per una teoria della prassi, nota a Cass., sez. un., 6 marzo 2020, n. 6459, in Foro it., 2020, I, c. 1951 s.
- Parole introduttive. Il contratto. Un futuro incerto tra unità e frammentazione, 2° Seminario in onore di Enzo Roppo, Genova, 24 maggio 2019, in Annuario del contratto 2019, Torino, Giappichelli, 2020, pp. 3-7.
- Considerazioni conclusive, in Relazioni, famiglie, società, a cura di B. Agostinelli e V. Cuffaro, Torino, Giappichelli, 2020, pp. 195-198.
- Elogio della giustizia, Bologna, Il Mulino, 2021, pp. 114.
- Il diritto civile tra passato e futuro, in Rivista trimestrale di diritto e procedura civile, 2021, pp. 317-347.
- Naturalità del diritto positivo e positività del diritto naturale, in Rivista di filosofia del diritto, n. 2/2022, pp. 245-252.
- Cosa significa fare il giudice oggi, in Questione giustizia, 2/3-2022,
- Introduzione a JOSÉ LEIVA SAAVEDRA, Elementos del contrato, I, Rimary editores, Lima, 2022, pp. IX-XI.
- Un problema di confini? (A proposito di due recenti libri), in Rivista trimestrale di diritto e procedura civile, 2022, pp. 195-201.
- Considerazioni conclusive, in Il contributo della Sapienza alle codificazioni, in Rivista italiana per le scienze giuridiche, 2022, pp. 601 ss.
- Gli approdi pluralistici del diritto civile, in Rivista trimestrale di diritto e procedura civile, 2022, pp. 971-991, nonché in Pluralismo giuridico. Itinerari contemporanei, in Quaderni per la storia del pensiero giuridico moderno, 134, Milano, Giuffrè-Francis Lefebvre, 2023, pp. 265-286.
- Considerazioni conclusive, in Rileggere i “classici” del diritto civile italiano (1900-1920), I, a cura di Giovanni Perlingieri, Napoli, Esi, 2023, pp. 305-312.
- Presentazione del volume di Giuseppe Terranova “Il diritto e il suo linguaggio. Metodi, teorie, parole del diritto commerciale”, in Scritti in memoria di Giuseppe Terranova su “Il ragionamento giuridico”, Torino, Giappichelli, 2023, pp. 59-65.
- Per un nuovo manuale di diritto privato, in Rivista trimestrale di diritto e procedura civile, 2023, pp. 157-170.
- Conclusioni, in Accademia, 2023, pp. 501-510.
- Vivere il diritto (a colloquio con Gabriele Carapezza Figlia, Vincenzo Cuffaro e Francesco Macario), Napoli, Esi, 2023, pp. 1-156.
- Per gli ottant’anni del codice civile, Nell’ottantesimo del codice civile. Giurisprudenza e dottrina a confronto, Atti del convegno della Cassazione 20-21 giugno 2023, Roma, CSM, 2023, pp.105-114.
- Quid est veritas? La dialettica verità-certezza nell’esperienza giuridica, in Rivista trimestrale di diritto e procedura civile, 2024, pp. 1-10.
- Principi, diritti inviolabili e clausole generali: una tassonomia. I giudizi di valore e le relative forme di controllo. Considerazioni introduttive, in Contratto, clausole generali e principi, Roma, Scuola superiore della Magistratura, 2024, pp. 91-99.

### Scritti in collaborazione
- Relazione al Disegno di legge sulla riforma del diritto di famiglia, (Falcucci: Senato n. 754 della V legislatura), in Supplemento al n. 10 di Donna e società (ottobre 1969).
- Ricerca scientifica, ricerca giuridica e tutela della persona nell'ambiente, in Atti del III Simposio nazionale sulla conservazione della natura (Bari, 2-6 maggio 1973), Cacucci, Bari, 1973, pp. 193-210.
- Tecniche giuridiche e sviluppo della persona, Bari, Laterza, 1974, pp. XXIV-582.
- Justice for Juveniles in a Chancing World, Centro nazionale di prevenzione e difesa sociale, Milano, 1974, spec. pp. 81-116.
- Diritto privato. Una ricerca per l'insegnamento, Laterza, Bari, 1974, (2ª ed., 1976), pag. XXXII-860 (una precedente ediz. provvisoria a circolazione limitata era stata pubblicata nel 1972, pp. XXIII-532).
- La riforma del matrimonio dopo il Concilio. Dibattito sui cann. 242-261 dello "Schema canonum de sacramentis", in Ephemerides Juris Canonici, XXXI (1975), n. 1.
- Commentario alla legge 27 luglio 1978 n. 392 (Disciplina delle locazioni di immobili urbani), in Le nuove leggi civili commentate, 1978, pp. 920-1339. - Equo canone. Disciplina delle locazioni di immobili urbani (legge 27 luglio 1978 n. 392), Padova, Cedam, 1980, pp. XVI-1058. -
- Derecho privado. Un ensayo para la ensenânza. Publicaciones del Real Colegio de Espana, Bologna, 1980 (vol. XXXVIII degli Studi Albornotiana), pp. VIII-738. - Volontariato e pubblici poteri: la legislazione nazionale e regionale e le convenzioni con gli enti pubblici, in Volontariato, società e pubblici poteri, Bologna, Edizioni dehoniane, 1980, pp. 117-282.
- Commentario al testo coordinato della legge 5 agosto 1981 n. 416 e della legge 30 aprile 1983 n. 137, in Le leggi civili commentate, 1983, pp. 461-732.
- Commentario alla legge 10 gennaio 1985 n. 5 (ulteriori modificazioni, integrazioni e interpretazioni alla legge 5 agosto 1981 n. 416, relativa alla disciplina delle imprese editrici e provvidenze per l'editoria), in Le nuove leggi civili commentate, 1985, pp. 707-733. -
- Commentario alla legge 27 luglio 1978 n. 392 (Disciplina delle locazioni di immobili urbani), in La nuova giurisprudenza civile commentata, 1985, pp. 771-316. - Commentario alla legge 6 marzo 1987 n. 74 (Nuove norme sulla disciplina dei casi di scioglimento del matrimonio), in Le nuove leggi civili commentate, 1987, pp. 847-1051.
- Commentario alla legge 25 febbraio 1987 n. 67 (Rinnovo della legge 5 agosto 1981 n. 416, recante disciplina delle imprese editrici e provvidenza per l'editoria), in Le nuove leggi civili commentate, 1987, pp. 1053-1216.
- Commentario alla legge 6 agosto 1990 n. 223 (Disciplina del sistema radiotelevisivo pubblico e privato), in Le nuove leggi civili commentate, 1991, pp. 585-941.
- Attuazione della direttiva n. 85/577/CEE in materia di contratti negoziali fuori dai locali commerciali, Commentario del decreto legislativo 15 gennaio 1992, n. 50, in Le nuove leggi civili commentate, 1993, pp. 176-239.
- Norme in attuazione di direttive comunitarie in tema di credito al consumo, Commentario agli artt. 121-126 del d. lgs. 1 settembre 1993, n. 385, in Le nuove leggi civili commentate,1994, pp. 745-883.
- Diritto privato europeo, Padova, Cedam, 1997, vol. I, pp. XXII-486; vol. II, pp. 487-1050.
- Diritto privato europeo e categorie civilistiche, Napoli, Esi, 1998, pp. 261.
- Sistema radiotelevisivo e autorità per le telecomunicazioni, Commentario alla legge 31 luglio 1997, n. 249, Padova, Cedam, 2000, pp. XII-738.
- Disciplina della subfornitura nelle attività produttive, Commentario alla legge 18 giugno 1998, n. 192, in Le nuove leggi civili commentate, 2000, pp. 365-468.
- La concorrenza tra economia e diritto, Bari, Cariplo-Laterza, 2000, pp. 263.
- Commentario alla legge 9 dicembre 1998, n. 431 (aggiornato con la legge 8 gennaio 2002, n. 2). Disciplina delle locazioni e del rilascio degli immobili adibiti ad uso abitativo, in Le nuove leggi civili commentate, 2002, pp. 507-636.
- Trattato di diritto privato europeo, Padova, Cedam, 2003, vol. I, pp. XXVIII-609; vol. II, pp. XI-522; vol. III, pp. X-702, vol. IV, pp. XI-784.
- Giurisprudenza costituzionale e fonti del diritto, Napoli, Esi, 2006, pp. XII-513.
- Diritto civile (in collaborazione con P. Rescigno), 10 voll, Milano, Giuffrè, 2009.
- Rosario Nicolò, Napoli, Esi, 2011, pp. XXIII-610.
- Con Antonio PITTA, La giustizia. Bibbia e giurisprudenza in dialogo, G.BP, Pontificia Università Gregoriana, Roma, 2021, pp. 149.

## Onorificenze e premi
Nel 1969 vinse il premio Borgia per le scienze giuridiche bandito dall'Accademia dei Lincei.[2]
Nel 2009 gli venne conferito il premio per gli studi giuridici “Giuseppe Chiarelli”.[3]